# Liteň (zámek)
Zámek v Litni je feudální stavba, která je chráněna jako kulturní památka České republiky.
Zámecký areál v Litni je situován v oblasti Českého krasu nedaleko Karlštejna, asi 40 minut od Prahy. Na rozloze 6,5 ha se nachází šest památkově chráněných objektů a stejné množství rozpadajících se hospodářských budov včetně pivovaru a sýpky.
Několikrát do roka je pro veřejnost otevřen zámecký park a to v době konání kulturních akcí, které pořádá zde sídlící nezisková organizace Zámek Liteň, z.s.

## Historie zámku
První zmínka o tvrzi v Litni se objevila již v roce 1195. Ve 14. století byly v Litni již tvrze dvě, Valdek a Mladotovská tvrz.  V roce 1639 vypálili Liteň vojáci generála Johana Banéra. V roce 1648 koupil celé panství Jaroslav, hrabě Kuňata z Bubna a Litic. Ten pak nechal tehdejší tvrz přestavět na barokní zámek.

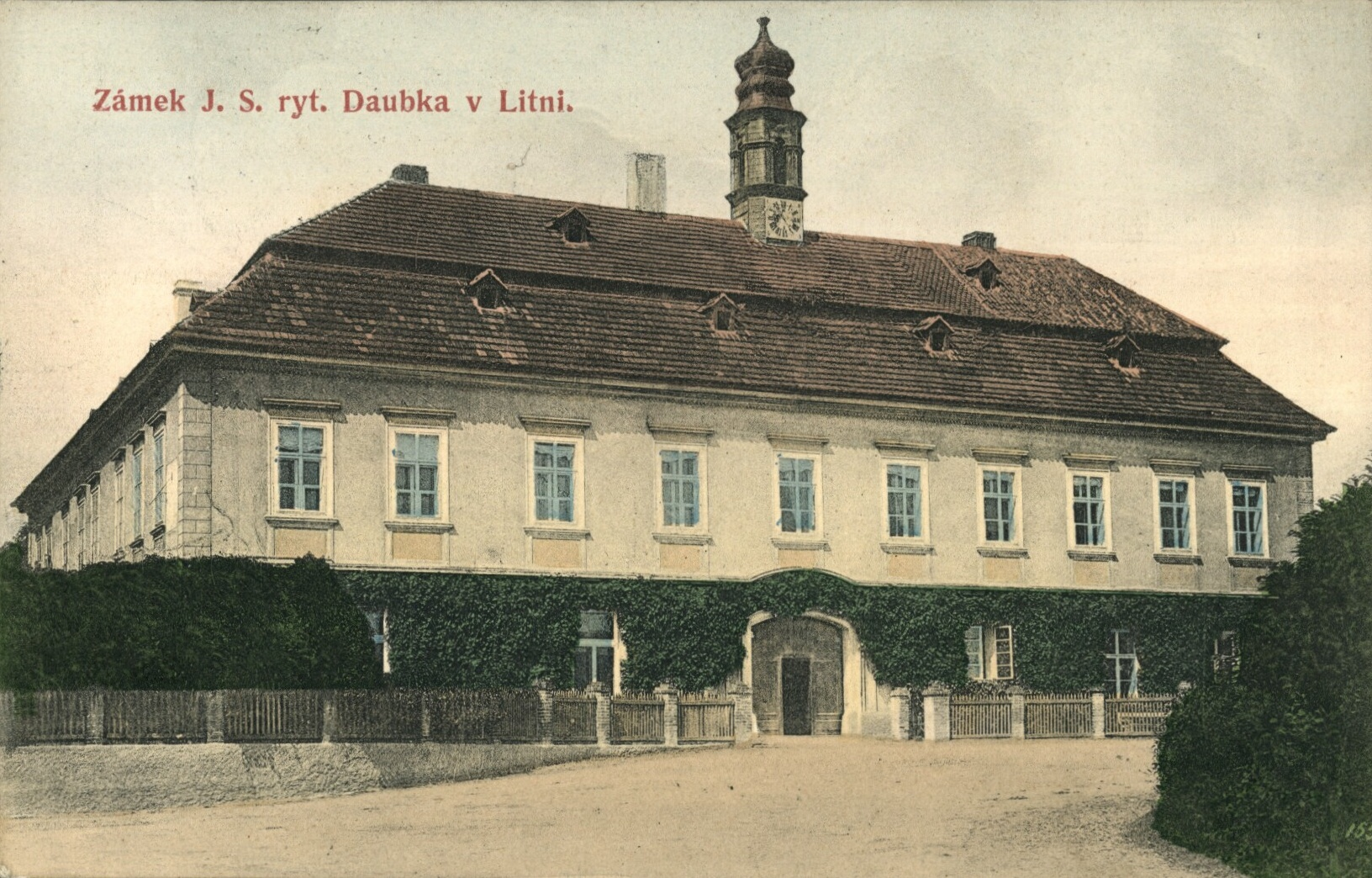
Zámek J. S. rytíře Daubka v Litni. Pohlednice před rokem 1938.

Významnou érou zámku je panství Daubků. Roku 1859 se stal majitelem panství Josef František Daubek. V roce 1881 byly k panství přikoupeny další pozemky a liteňské panství se díky svým majitelům stalo jedním z nejúspěšnějších v rakousko-uherském mocnářství a také centrem společenského a kulturního života a místem setkávání významných kulturních i politických osobností. V této tradici pokračoval i poslední z Daubků, Jiří Daubek, jehož manželkou byla operní pěvkyně Jarmila Novotná, v období před druhou světovou válkou. Rodina Daubkova emigrovala v roce 1939 (resp. 1940 definitivně) do Spojených států, kde měla Jarmila Novotná angažmá na Metropolitní opeře v New Yorku.
Za druhé světové války byl zámecký areál pod německou správou a následně v rukou sovětské Rudé armády.
V roce 1948 byl celý areál spolu s přilehlými pozemky vyvlastněn a pro účely středního odborného učiliště byla provedena řada znehodnocujících zásahů (v roce 1893 měl zámek 42 místností, v roce 1990 pouze 28). Za komunistické éry v Československu byl používán pro účely státního statku a středního stavebního učiliště. Po pádu komunismu byl v restituci navrácen ve velmi zdevastovaném stavu (přestože v něm působili stavbaři) rodině Daubkových. Současným majitelem zámku a jeho areálu jsou od roku 2012 manželé Leidlovi. Ti založili neziskovou organizaci Zámek Liteň z.s., která:
- Postupně obnovuje budovy zámku, přiléhající hospodářské budovy a park.

- Obnovuje hudební a kulturní život v zámeckém areálu v Litni.
- Shromažďuje, uchovává a prezentuje artefakty spojené s Jarmilou Novotnou a rodem Daubků.
- Podporuje vznik nových autorských počinů v různých oblastech.

Zámek je společně se zámeckým parkem a dalšími budovami a pozemky v parku a hospodářském dvoře (zahrada, ohradní zeď včetně torza domku oranžérie, salla terrena, oranžérie, budova hosp. dvora čp. 150, úřednický dům čp. 187, budova hosp. dvora, špýchar, kovárna, studna, brána I. a II.) zapsán v Ústředním seznamu kulturních památek ČR pod rejstříkovým číslem 19638/2-341 s účinností od 3. 5. 1958.

## Zámek

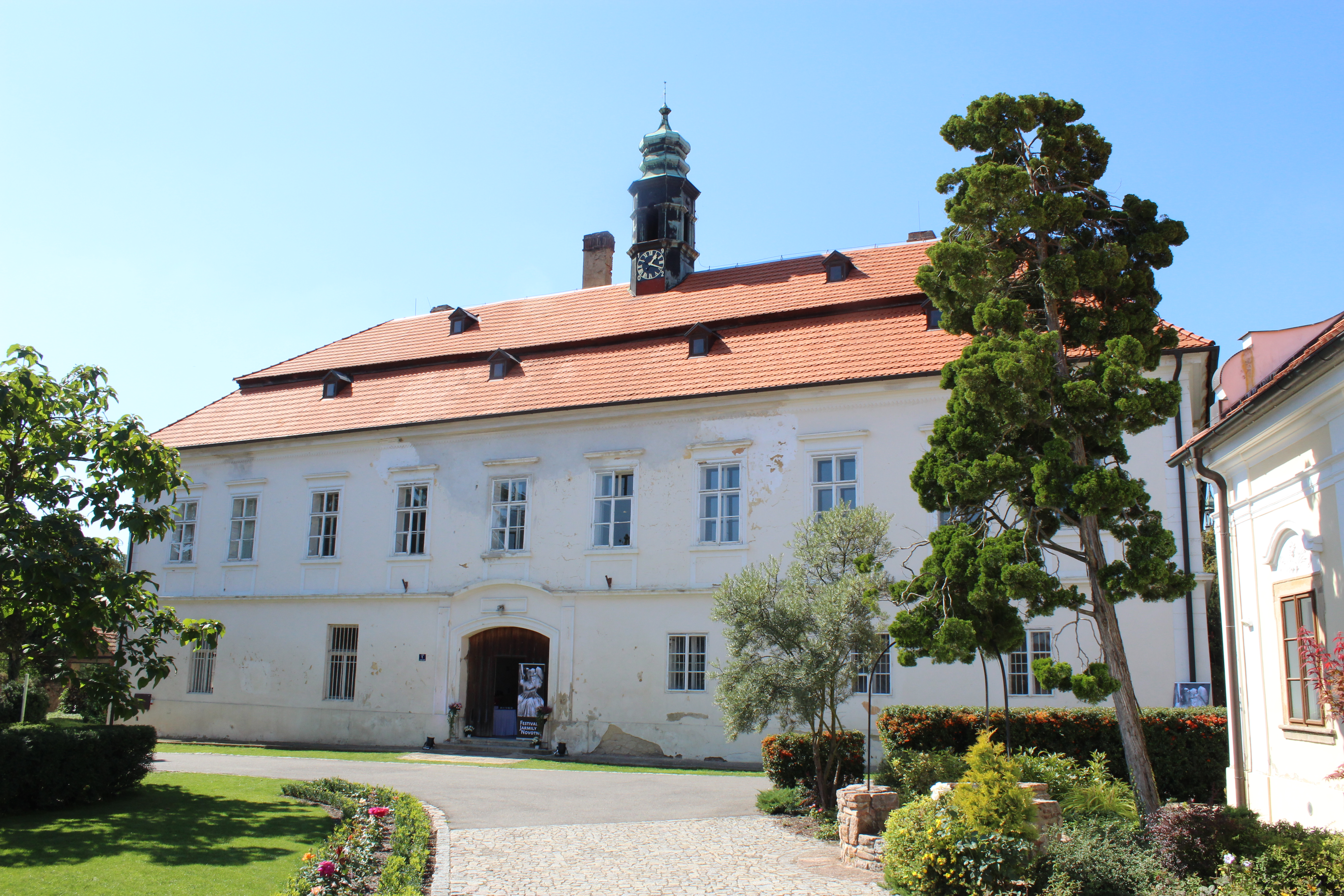
Zámek Liteň

Zámek Liteň (čp. 1) byl založen 1195 jako tvrz. Je hodnotnou zámeckou architekturou. Jeho dispozice je čtyřkřídlá, uzavřená kolem středního dvora; vznikla barokním přebudováním původně gotické a renesanční tvrze neznámé velikosti a podoby kolem roku 1661. Na současné dispozici a vzhledu se podepsaly rozsáhlé přestavby raně barokního zámku v 19. a začátkem 20. století.
Zámek tvoří jednoposchoďová budova obdélníkového půdorysu se čtyřmi křídly a atriem. Stavba zámku je umístěna excentricky na střed celého zámeckého areálu při jeho jižním okraji. Budova je jednopatrová, zčásti podsklepená, s nevelkým vnitřním dvorem mírně lichoběžníkového půdorysu. Barokní sloh je zastoupen mansardovou střechou ozdobenou hodinovou věžičkou. V ose vstupního východního křídla vystupuje nad střechu štíhlá ortogonální oplechovaná vížka s lucernou, krytá dvojitou cibulí s korouhvičkou. ozdobenou věžičkou. První poschodí zámku sloužilo reprezentačním účelům a byla zde instalována sbírka obrazů významných autorů (Hynais, Brožík, Švabinský a další).
Exteriér zámku má bílou klasicistní fasádu s charakteristicky rytmizovanými okny. Výzdobu oken tvoří ve štuku šambrány a suprafenestry. Na zdi západního křídla jsou dvě okna iluzivní. Podobu má z doby přestavby v letech 1843–46, případně až z konce 19. století. Fasády jsou jen minimálně členěné, z architektonických prvků se uplatňuje pouze průběžná pásová římsa jednoduchého profilu a bohatěji profilovaná korunní římsa, lemovaná pilovitým ornamentem. Na jižním průčelí při JV nároží jsou malované sluneční hodiny a na hlavní fasádě je umístěn věžní hodinový stroj vyrobený firmou Hainz.
Interiér zámku je značně poškozený, bez zařízení a bez původních stavebních a dřevařských prvků. V několika pokojích a v zámecké jídelně ve 2. NP se zachovala malířská výzdoba dekoračního charakteru s motivem čtyř ročních období a znaky slovanských zemí habsburské monarchie od malíře Quido Mánese a kazetové podlahy v prvním patře.

## Další objekty

### Zámecké hodiny
Hodiny jsou nedílnou součástí zámku a nacházejí se na střeše jeho hlavní fasády. Pravděpodobně někdy v roce 2002 původní věžní hodiny nenávratně zmizely. Zůstala jen prázdná krycí skříň, ručičkové strojky, cimbál s palicí a vzpomínky místních, kteří je chodili natahovat.
Současní vlastníci zámeckého areálu, manželé Leidlovi, však chtěli, aby v místě oživlém po dlouhých letech prvním Festivalem Jarmily Novotné opět začal „jít čas“ a aby v něm odbíjely hodiny.
Opravy hodin se ujala česká hodinářská firma Hainz, které byla v roce 1865, 1945, 1994 a 2005 svěřena generální oprava Staroměstského orloje v Praze, a která o jeho nepřetržitý chod stále pečuje. Velkým překvapením bylo, že rozvody, které zůstaly po hodinách ve věžičce, jsou dílem této firmy, která v roce 1906 dodala na zámek Liteň čtvrťové věžní hodiny. Byly umístěny pod věžičkou do krycí skříně, měly dva číselníky. Cimbály (malé zvonky) odbíjely každou čtvrthodinu a jejich hlas se nesl do širokého okolí. Ani jedna strana do té doby netušila, že jde o zakázku, kterou před více než sto lety téže rodinné firmě (nyní již šestá generace Hainzů) zadali Daubkové. Hodiny začaly symbolicky odbíjet novou historii Zámku Liteň dne 6. září 2013, v den zahájení druhého ročníku Festivalu Jarmily Novotné.

### Záchrana střechy zámku
Největší hrozbou pro uchování této kulturní památky je havarijní stav konstrukce krovu a značná degradace střechy, která je napadena dřevokazným hmyzem.
Havarijní stav nemovitosti je důsledkem zanedbané péče po roce 1948 , kdy se původně panská rezidence stala sídlem učňovské školy s internátem a domovem mládeže. Rozsah statického a materiálového poškození nedovoluje zpřístupnit památku veřejnosti a situování původních nebo nových funkcí v objektu je zcela nemožné.
V rámci projektu Záchrana střechy zámku se postupně opravují nejpostiženější části střechy, aby se zabezpečila zejména stabilita krovu. Projekt se realizuje postupně od roku 2011 s finanční podporou Ministerstva kultury.

### Čechovna a sýpka

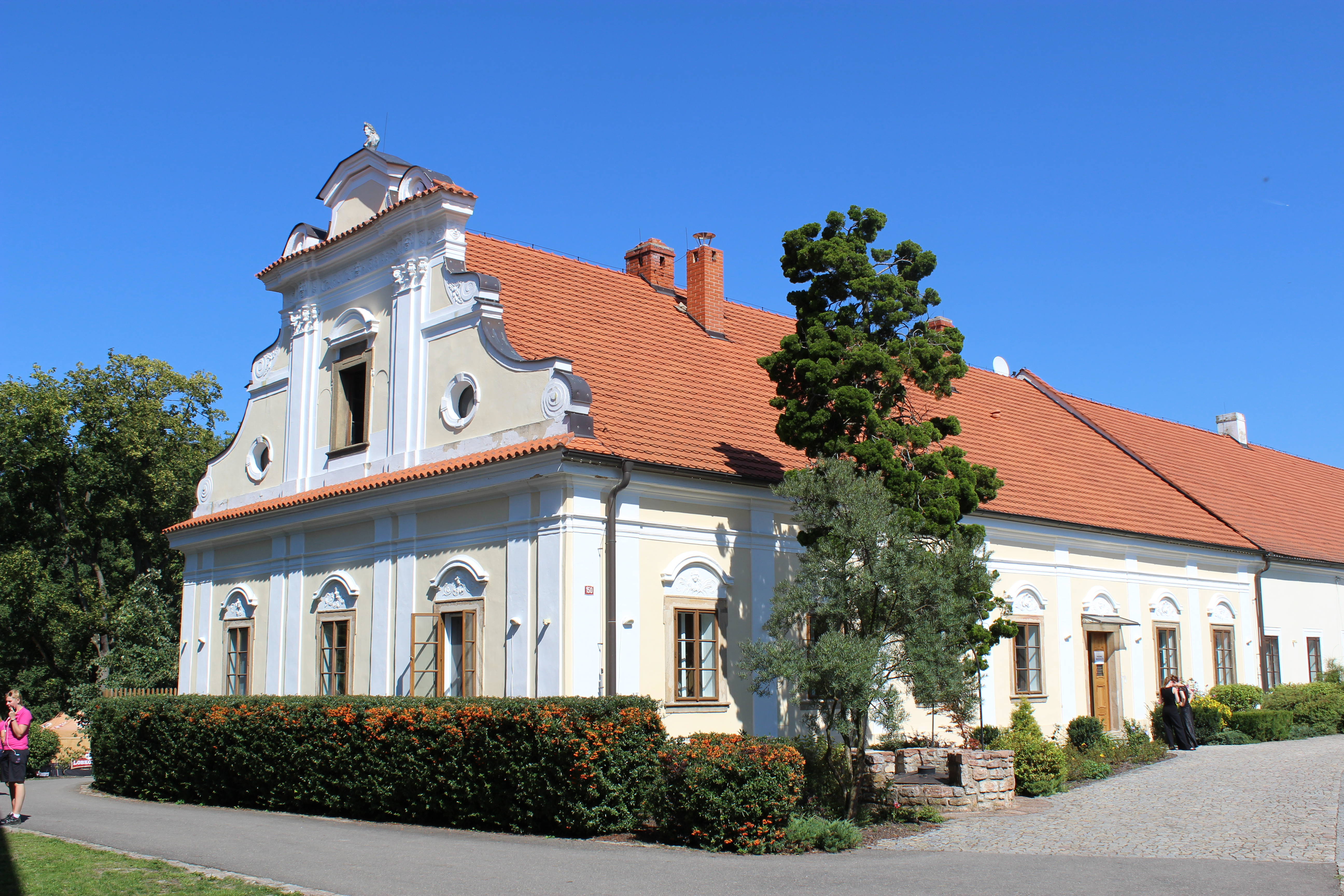
Čechovna, pohled na štítovou západní a jižní stěnu od zámku

Čechovna je dům čp. 150 u liteňského zámku. Je situována východně naproti budově zámku a uzavírá západní křídlo hospodářského dvora, kde navazuje na budovu bývalé sýpky. Z jihu budova uzavírá východní část zámeckého parku. Je to barokní stavba původního správcovského domu z první poloviny 18. století. Prvky vrcholného baroka patří mezi nejcennější stavby zámeckého areálu. Své jméno dostala podle spisovatele Svatopluka Čecha, který zde vyrůstal – jeho otec byl správcem panství. Básníkova dětská léta připomíná pamětní deska z roku 1925 s reliéfem jeho hlavy a nápisem „ZDE ŽIL SVATOPLUK ČECH. OD 1853 – 1856“. V budově žila Jarmila Novotná se svým manželem Jiřím Daubkem a dětmi. Budova má vrcholně barokní architektonickou úpravu, doplněnou v exteriéru pozdně barokními ornamentálními prvky. Hodnotné je zejména západní trojosé průčelí, které je završeno mohutným, bohatě zdobeným volutovým štítem a odlišuje tak budovu od okolních správcovských stavení. Dům byl v letech 2012-2013 zdařile zrekonstruován a stal se tak výraznou ozdobou areálu zámeckého parku. Jeho interiéry byly modernizovány v reprezentativní  prostory pro účely akcí Zámku Liteň, z.s. (např. Festival Jarmily Novotné, mistrovské kurzy, komunitní projekty, zázemí na správu areálu) a pro potřeby majitelů. V době konání Festivalu Jarmily Novotné a dalších společenských akcí je Čechovna přístupná veřejnosti. Na objekt Čechovny navazuje budova sýpky. Pod sýpkou, která je součástí podlouhlé stavby Čechovny, se nachází tzv. tereziánské sklepy o rozloze cca 500 m² a výšce pět metrů. Tyto sklepy navazují na objekt pivovaru a na pivovarské sklepy.
V objektu jsou provedeny záchranné práce a je připraven projekt rekonstrukce s přihlédnutím na její památkovou hodnotu. Roku 2013 se v prostorách sýpky konal závěrečný galakoncert Festivalu Jarmily Novotné.

### Zámecký park

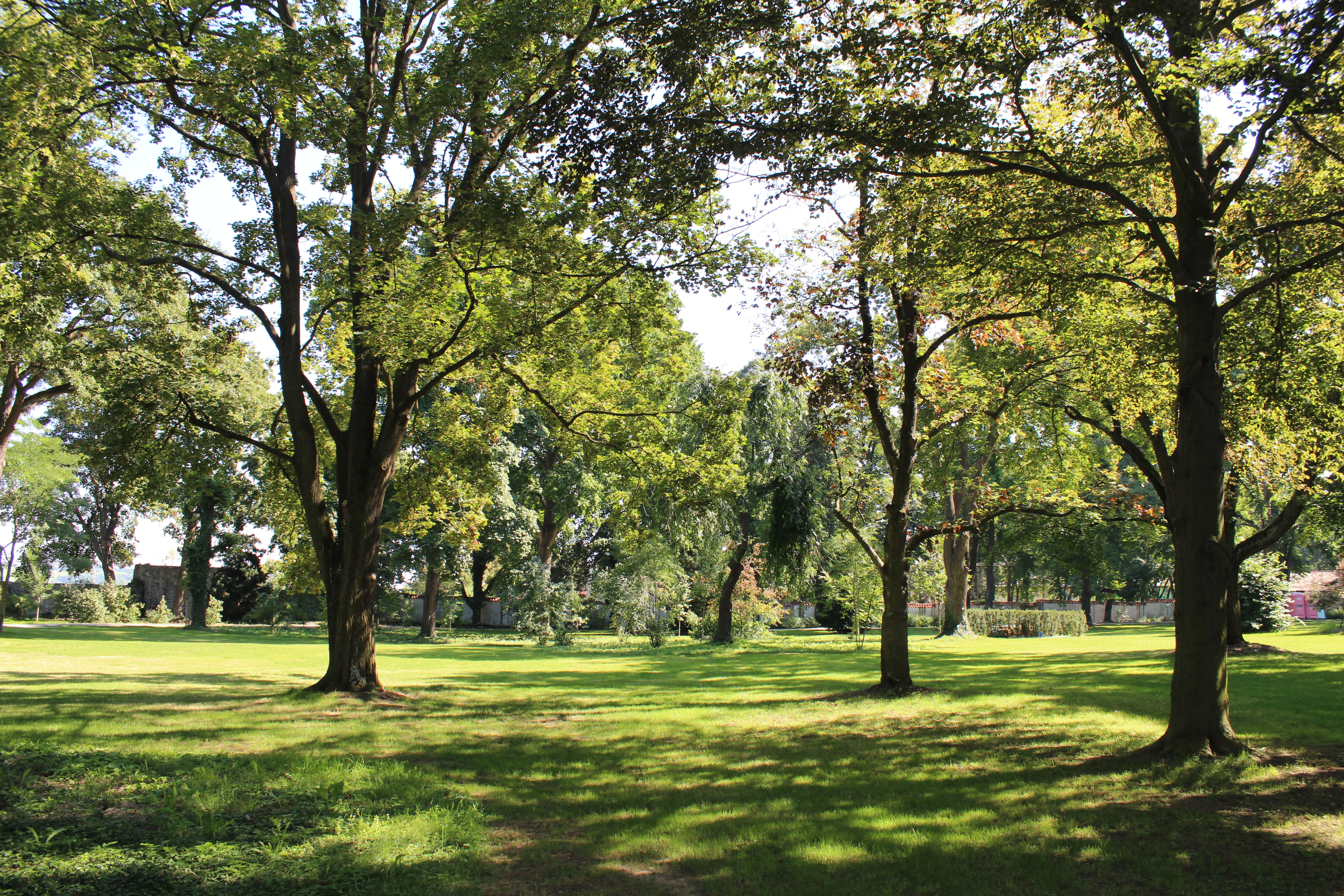
Park zámku Liteň

Za renesančním barokně přestavěným zámkem a dalšími hospodářskými budovami se rozkládá menší, dendrologicky bohatý francouzský park s volně řešenou dispozicí. V parku jsou stavby typické pro barokní zámky a parky. Původně byla součástí parku i plocha zeleně přilehlého učiliště, která sloužila jako ovocná zahrada. Park je zde ohraničen zdí, která jej odděluje od areálu bývalého Středního odborného učiliště. V této zdi jsou na severním a jižním konci patrné zazděné vchody do areálu, které původně obě plochy spojovaly. V období 50.–70. let 19. století byla tedy z parku funkčně a stavebně oddělena plocha areálu učiliště. Starší partie parku přiléhající k zámku si z velké části zachovala původní dispozici. Pod severní stranou zámku je ve svahu vytvořena grotta, pod kterou je upraven prostor amfiteátru využívaného při koncertech. Podobné terénní úpravy jsou pod terasou Čechovny. Další architektonicky zajímavou stavbou je oranžérie. V centrálním trávníku parku je umělé jezírko. Po obvodě parku jsou upraveny cesty stíněné vzrostlými stromy. Architektonickou ozdobou je samostatná trojdílná sala terrena při západní zdi parku, dále zde jsou pozůstatky vyhlídky na hrad Karlštějn. Ohradní zdi jsou zdobeny zvířecími figurami.
Východiskem pro obnovu historického parku byl stav jeho posledních úprav z roku 1922, dokumentovaný Plánem parku při zámku pana J. Daubka v Litni. který je dnes uložený v muzejní sbírce Jarmily Novotné a rodu Daubků. V parku se nacházelo velké množství dendrologicky zajímavých dřevin, z dochovaných jedinců jsou to jalovec viržinský (Juniperus virginiana), zarav obrovský (Thuja plicata), z listnatých dřevin je pozoruhodný převislý habr (Carpinus betulus), mohutný exemplář lísky turecké (Corylus colurna), dub velkoplodý (Quercus macrocarpa), jerlín japonský (Sophora japonica) a žlutolistý jasan pensylvánský (Fraxinus pensylvanica).
Na podzim roku 2012 byl zahájen Projekt Revitalizace zámeckého parku v Litni. Byl spolufinancován Evropskou unií – Evropským fondem pro regionální rozvoj a Státním fondem životního prostředí ČR v rámci Operačního programu Životní prostředí. Celkové náklady na akci činily 3 214 581 Kč. V rámci projektu se provedla stabilizace a ochrana dřevin, revitalizace stávající travnaté plochy a rekonstrukce travnatých partií. Došlo k uvolnění porostu od náletových dřevin, které narušovaly původní kompozici parku a významné průhledy. Byly zredukovány keřové skupiny, provedly se tvarovací řezy, kácení a dosadba, Některá stabilizovaná torza a rozvrácené dřeviny byly ponechány jako nezbytná potrava a úkryt pro hmyz a drobnou zvěř. Realizací projektu se zachovalo historické dědictví zámeckého areálu. Veřejnosti se zpřístupnila dendrologicky bohatá druhová skladba historického parku se zajímavými a cennými dřevinami značných rozměrů. Za zmínku stojí v České republice velmi ojedinělý dub velkokvětý, který roste v blízkosti grotty, dále pak unikátní jalovec virginský u Čechovny nebo nejstarší strom parku z doby jeho založení – tis, který stojí u bočního vstupu. Projekt byl úspěšně ukončen v červenci 2013. Historická hodnota je zachována a park je opětovně přístupný veřejnosti, avšak jen nškolikrát do roka po dobu konání kulturních akcí.
Zároveň park začal psát svoji novou historii: Na jaře v roce 2013 zasadil v revitalizovaném parku první památný strom americký herec John Malkovich, patronem dalšího stromu v parku se stal dirigent Jiří Bělohlávek. Novými patrony památného stromu se u příležitosti galakoncertu Pocta Jarmile Novotné (30. srpna 2014) společně stali slavní pěvci Martina Janková, Dagmar Pecková, Štefan Margita a Adam Plachetka. V roce 2017 se patronem dalšího stromu stal Jiří Suchý. V roce 2016 byl v zámeckém parku veřejnosti představen dokončený projekt naučné stezky po vzácných stromech.

### Sala terrena

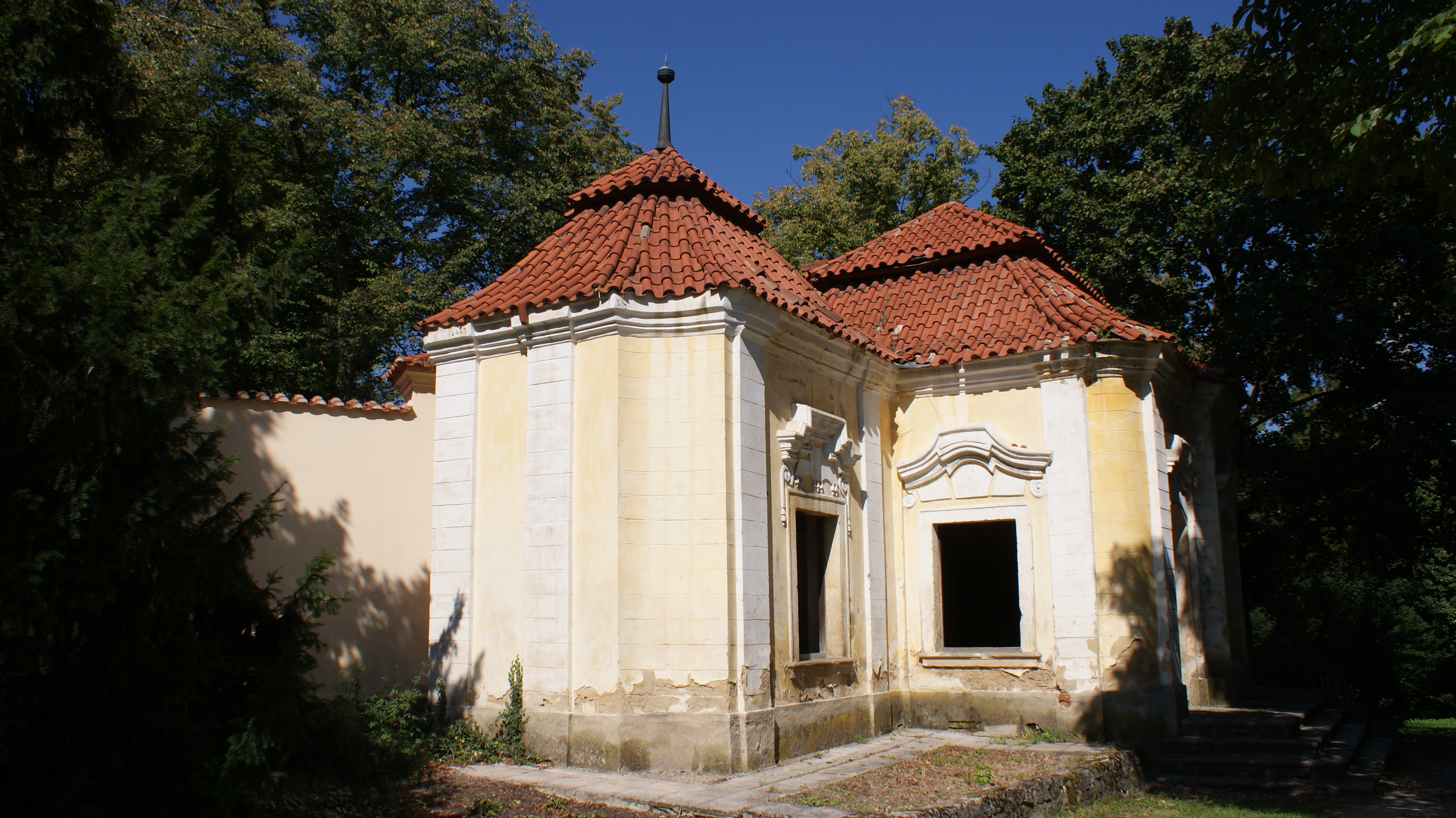
Salla terrena v zámeckém parku Liteň

Sala terrena je objekt vrcholně barokní stavby ze druhé čtvrtiny 18. století. Stojí při západním okraji zámeckého parku v linii ohradní zdi, v bezprostředním sousedství zámku a oranžerie. Zdůrazněná je obdélná střední část, ke které přiléhají menší postranní odpočívárny čtvercového půdorysu. Sloužila jako místo kulturních a společenských akcí, zejména hudebních. V 19. století byla využívána během celého roku na diskuse a tvorbu mladých umělců. Po roce 1931 zde Jarmila Novotná pořádala domácí koncerty.
Sala terrena je ve stavu bezprostředního ohrožení. Některé části (krovy, schodiště a omítky) jsou v havarijním stavu. Jakékoli využití není možné hlavně z bezpečnostního hlediska, Padají střešní tašky, místo oken jsou pouze poničené okenní rámy Déšť a plíseň poznamenaly nosné zdi a omítku Vandalové poničili fasádu i vnitřní výzdobu (fresku). Povětrnostní podmínky za posledních dvacet let způsobily porušení stability schodiště. Stavba je proto veřejnosti nepřístupná.
Restaurátorský průzkum malířské výzdoby exteriérů a interiérů provedl v roce 2010 akademický malíř Miroslav Slavík. Potvrdil, že původní výzdoba byla bohatá. Vlivem dlouhodobého působení počasí, nevhodné údržby do roku 2008, vandalů a odstranění původních omítek při opravě vedení elektroinstalace, se však dochovaly pouze zbytky původních omítek a nedotčená a neomítnutá malovaná iluzivní architektura s centrálně umístěnou kašnou.
Záchranu slibuje projekt záchrany sala terreny v zámeckém areálu v Litni, který se orientuje na statické zajištění celé stavby, opravu střechy, rekonstrukci vnitřních a vnějších omítek a restaurování dochovaných částí omítek a iluzivní malby. Rekonstrukce sala terreny je součástí systematických prací na zpřístupnění liteňských kulturních památek a zprostředkování kulturní paměti místa široké veřejnosti (zejména Festival Jarmily Novotné). V rámci rozličných kulturních a společenských aktivit obce se očekává návštěvnost až pět tisíc osob za rok. Pro odbornou veřejnost bude kulturní památka přístupná po dohodě celoročně.
Sala terrena bude díky své skromné prostorové dimenzi dalším prostorem pro organizování kulturních pořadů. Doplní tak již dříve zpřístupněné prostranství areálu.

### Grotta
Umělá jeskyně byla historicky používána při posezení v parku a k pořádání koncertů. Stojí ve stínu vzrostlých jehličnatých stromů. Příznivé akustické vlastnosti grotty umožňují hudební produkce bez umělého ozvučení. V současnosti je přístupná veřejnosti pouze při příležitosti pořádání koncertů v rámci Festivalu Jarmily Novotné  a dalších společenských akcí.

### Oranžérie
Oranžérie stojí na jižním okraji zámeckého areálu, hned vedle hlavní vstupní brány z náměstí. Přízemní stavba obdélného půdorysu z 19. století je otevřená do parku kovovým mřížovím, původně proskleným. Interiér je přepažen tenkými příčkami do tří větších prostor, otevřených do podstřeší. Představuje tradiční součást zámeckých zahrad a původně sloužila jako zámecký skleník. Nešetrné využívání a zanedbání řádné péče však postupně vedlo až k současnému havarijnímu stavu, který zcela znemožňuje její využití nebo přístup veřejnosti. Připravuje se ale rekonstrukce.

### Kovárna
Jihovýchodně od zámku se nachází přízemní dvoukřídlové stavení z první poloviny 19. století na půdorysu písmene T, završené sedlovými střechami. Podélná průčelí budovy jsou rozdělena lizénovými rámy do 4 – 5 obdélných polí, rámovaných profilovanou hlavní římsou a masivním zubořezem. Do jednotlivých polí jsou vloženy široké mělké výklenky, završené obloukem ve tvaru oslího hřbetu. Některé výklenky jsou slepé, některé mají vložena okna.
Tato hodnotná novější budova, postavená pravděpodobně společně s úpravami zámku v letech 1843–1846, má dochované původní zdivo bez větších poruch. Omšelý vzhled ale znásobují opadané omítky a částečně zničený interiér.
Je sice památkové chráněná, ale dnes slouží jako strojírna a sklad. Veřejnosti není přístupná. Součástí revitalizačních plánů je její rekonstrukce a adaptace pro účely moderního koncertního sálu. Součásti projektu revitalizace je i brána, která stojí mezi kovárnou a zbořeným domkem, jehož dochovaná stěna tvoří pokračování ohradní zdi po jižní straně přístupové cesty.

## Pánové a majitelé zámku
- rod Buziců
- Kapounové ze Smiřic
- Budovci z Budova
- Vratislavové z Mitrovic a Lažan
- Hrabata z Bubna a Litic
- Baroni z Bechyně a Lažan
- Hraběnka Zuzana Vratislavová z Mitrovic
- Brechlerové rytíři z Troskovic
- Baroni z Puteani
- Rytíři Daubkové
- stát (1948-1989)
- manželé Leidlovi (2012 - )

Dnes je zámek v soukromém majetku. Jeho budoucnost je spjata s neziskovou organizaci Zámek Liteň z.s., kterou založili vlastníci zámku, manželé Leidlovi. Snaží se jej zachránit a opravovat, aby dále nechátral. V zámeckém areálu se pravidelně pořádají různé kulturní akce. Od roku 2012 se každoročně uskutečňuje Festival Jarmily Novotné, který areál oživil